# Prix Nicolas-Bouvier
 (février 2022).
Si vous disposez d'ouvrages ou d'articles de référence ou si vous connaissez des sites web de qualité traitant du thème abordé ici, merci de compléter l'article en donnant les références utiles à sa vérifiabilité et en les liant à la section « Notes et références ».
Le prix Nicolas-Bouvier est un prix littéraire créé en 2007 en hommage à l'écrivain voyageur suisse Nicolas Bouvier. 

## Présentation
Le prix Nicolas-Bouvier est un prix littéraire créé par le festival Étonnants Voyageurs en 2007 en hommage à l'écrivain voyageur suisse Nicolas Bouvier (1929-1998), proche du festival. Il récompense l’auteur d’un récit, d’un roman, de nouvelles, dont le style est soutenu par les envies de l’ailleurs, de la rencontre du monde, et prolongeant l’esprit de l’œuvre de Nicolas Bouvier,.
Il est doté d’une bourse de 5 000 euros.
Le jury du prix est présidé par Pascal Dibie et composé de Alain Dugrand, Björn Larsson, Christine Jordis, Tiffany Tavernier, Clara Arnaud et Jean-Louis Gouraud.

## Palmarès
Les lauréats du prix Nicolas-Bouvier :
- 2007 : David Fauquemberg, Nullarbor (Hoëbeke, 2007)
- 2008 : Blaise Hofmann, Estive (Éditions Zoé, 2008)[3]
- 2009 : Lieve Joris, Les Hauts-plateaux (Actes Sud, 2009)
- 2010 : Colin Thubron, En Sibérie (Hoëbeke, 2010)
- 2011 : Aude Seigne, Chroniques de l’Occident nomade (Éditions Zoé, 2011)
- 2012 : John Vaillant (en), Le Tigre. Une histoire de survie dans la taïga (Éditions Noir sur Blanc, 2011)[4]
- 2013 : Bernard Bonnelle, Aux belles abyssines (Éditions de la Table ronde, 2013)
- 2014 : Benny Ziffer (en), Entre nous, les Levantins (Actes Sud)[5]
- 2015 : Paolo Rumiz, Le Phare, voyage immobile (Hoëbeke)[6]
- 2016 : Catherine Poulain, Le Grand Marin (Éditions de l'Olivier)[7]
- 2017 : Jean-Louis Gouraud, Petite Géographie amoureuse du cheval (Belin éditeur)
- 2018 : Andrzej Stasiuk, L'Est (Actes Sud)
- 2019 : Emmanuel Ruben, Sur la route du Danube (Payot et Rivages, 2019)[8]
- 2020 : Kapka Kassabova, Lisière (Marchialy)
- 2021 : non attribué[9]
- 2022 : Emilio Sánchez Mediavilla, Une datcha dans le Golfe (Métailié)[10]
- 2023 : François-Henri Désérable, L'Usure d'un monde (Gallimard, 2023)[11]
- 2024 : Giosuè Calaciura, Pantelleria. La dernière île (Éditions Noir sur blanc, 2023)
- 2025 : Sylvain Prudhomme, Coyote (Les Éditions de minuit, 2024)